# Рокапалумба
Рокапалумба (итал. Roccapalumba) је насеље у Италији у округу Палермо, региону Сицилија.
Према процени из 2011. у насељу је живело 2175 становника. Насеље се налази на надморској висини од 595 м.

## Становништво
Према резултатима пописа становништва 2011. у општини је живело 2.634 становника.
| 1931. | 1936. | 1951. | 1961. | 1971. | 1981. | 1991. | 2001. | 2011. |
| ----- | ----- | ----- | ----- | ----- | ----- | ----- | ----- | ----- |
| 3.821 | 4.178 | 4.699 | 4.481 | 3.410 | 3.310 | 3.092 | 2.842 | 2.634 |